# Junk food

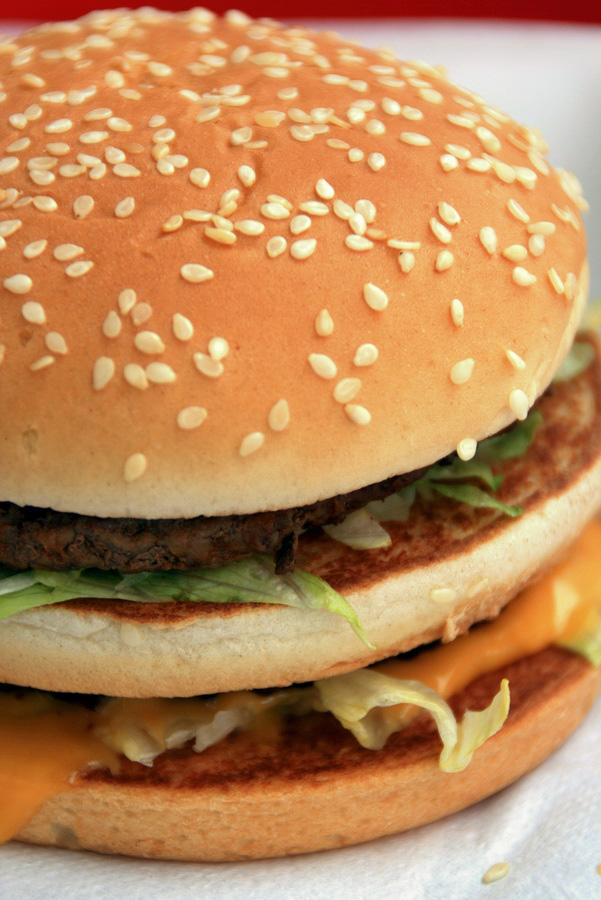
Hambúrguer.

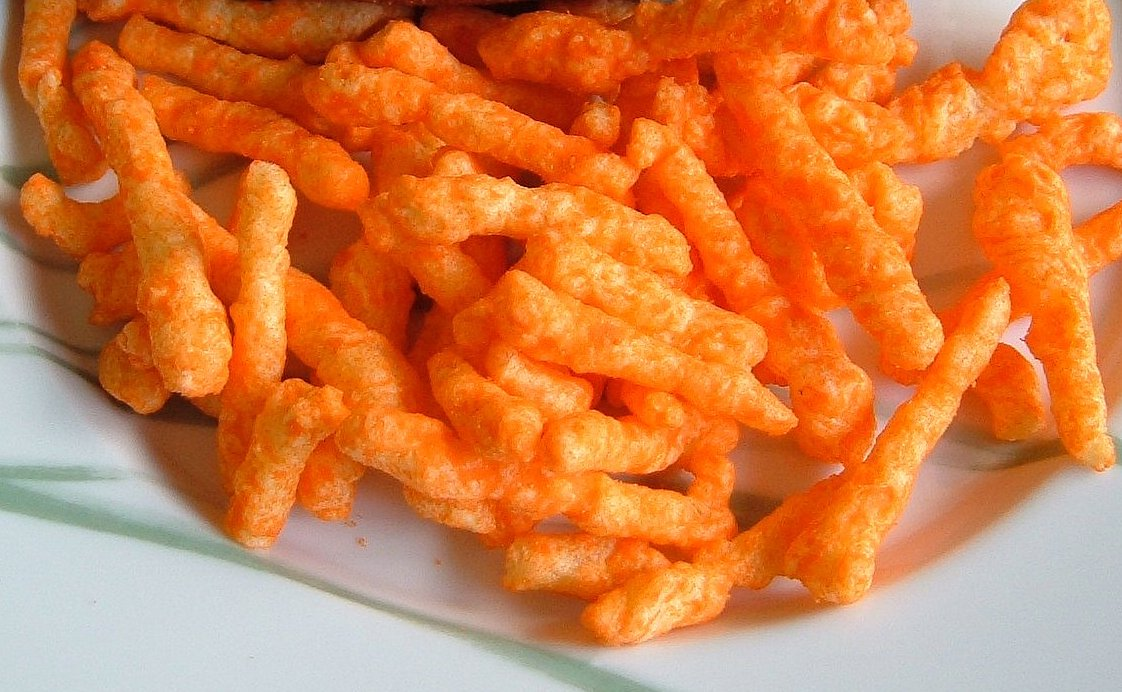
Salgadinhos Cheetos em porção moderada.

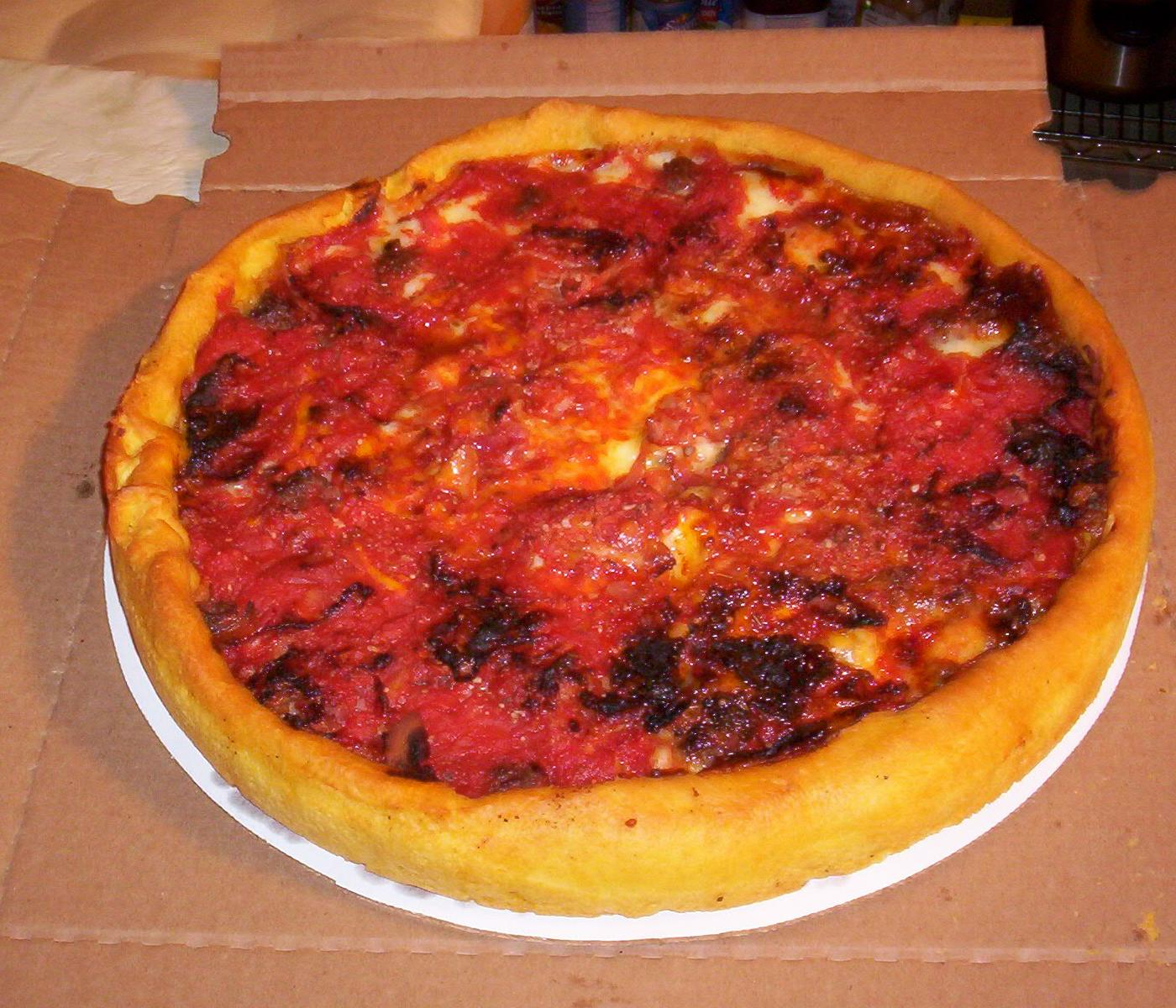
A pizza também é popularmente considerada como junk-food.

Comida de plástico, junk food ("comida lixo", numa tradução literal do inglês), é uma expressão pejorativa para "alimentos com alto teor calórico mas com níveis reduzidos de nutrientes". Acredita-se que a expressão tenha sido criada por Michael Jacobson, diretor do Center for Science in the Public Interest, em 1972. Desde então, seu uso tornou-se disseminado.
A junk food contém frequentemente altos níveis de gordura saturada, sal ou açúcar e numerosos aditivos alimentares tais como glutamato monossódico e tartrazina; ao mesmo tempo, é carente de proteínas, vitaminas e fibras dietéticas, entre outros atributos saudáveis. Popularizou-se entre os fabricantes porque é relativamente barata de produzir, possui prazo de validade prolongado e pode nem mesmo precisar de refrigeração (caso dos salgadinhos industrializados). Tem tornado-se popular em todo mundo porque é fácil de encontrar (supermercados, lojas de conveniência etc), requer um mínimo ou nenhum preparo antes do consumo, e pode exibir uma vasta gama de sabores. Mundialmente, o consumo de junk food tem sido associado à obesidade, doenças coronarianas, diabetes tipo 2, hipertensão e cáries. Há também preocupações quanto ao marketing direcionado para crianças.

## Classificação

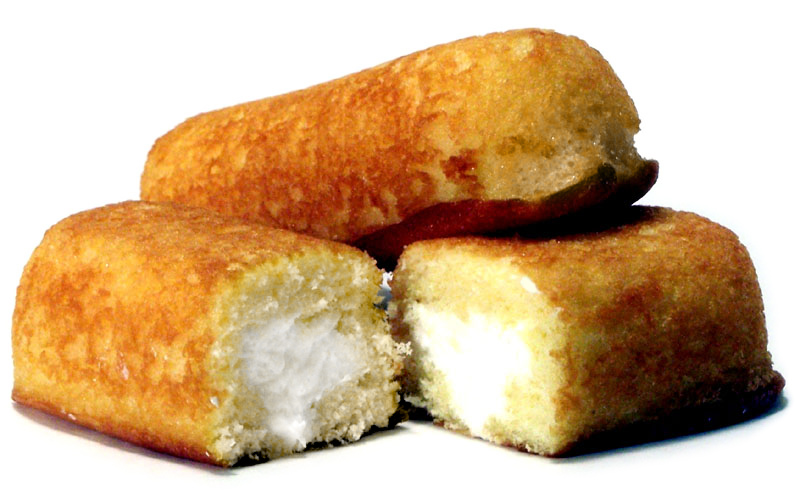
Hostess Twinkies

O que constitui comida não saudável pode ser confuso e, de acordo com os críticos, sofre influências de classe, cultura e julgamento moral. No Brasil, por exemplo, fast food do tipo hambúrguer com batatas fritas fornecido por empresas como McDonald's, KFC, Burger King e Pizza Hut são rotulados como junk food, enquanto que os mesmos produtos vendidos em estabelecimentos frequentados pela elite não são assim considerados, mesmo que frequentemente possuam o mesmo conteúdo nutritivo ou até pior. Alguns alimentos étnicos ou tradicionais altamente calóricos, tais como faláfel, pakora, gyoza ou acarajé não são geralmente considerados como junk food, embora possuam escasso valor nutritivo e sejam ricos em gordura, já que são fritos em óleo. Outros alimentos, tais como arroz branco, batatas assadas e pão branco também não são considerados junk food a despeito de terem reduzido conteúdo nutritivo se comparados aos alimentos integrais. De modo semelhante, nos Estados Unidos da América os cereais matinais são tradicionalmente considerados saudáveis, mas podem conter altos níveis de açúcar, sal e gordura.

## Campanhas
Em todo o mundo, a junk food tem sido alvo de campanhas governamentais que visam restabelecer o consumo de alimentos saudáveis. Em 2006 no Reino Unido, após uma campanha publicitária estrelada pelo chef Jamie Oliver e sob a ameaça de ações legais por parte do National Heart Forum, o Ofcom, órgão britânico responsável pela regulação da publicidade, iniciou uma consulta pública sobre o marketing direcionado à venda de alimentos e bebidas industrializados para crianças. Como resultado, os anúncios destinados às crianças foram banidos dos horários de exibição de programas infantis. A proibição incluiu o marketing usando celebridades, personagens de desenho animado e afirmações quanto à saúde e nutrição.